# Stemma dell'Iraq
Lo stemma dell'Iraq è il simbolo araldico ufficiale del paese, adottato nel 2008. Consiste in un'aquila di Saladino che porta uno scudo su cui è raffigurata la bandiera nazionale a tre bande orizzontali rossa, bianca e nera, con al centro in verde la scritta araba per Allahu Akbar. In basso una banda verde contiene la scritta del nome del paese: جمهورية العراق (in arabo: Jumhuriyat Al-`Iraq, Repubblica dell'iraq).